# 패스트 패션
패스트 패션(영어: fast fashion) 또는 일본에서 스파(SPA, speciality retailer of private label apparel) 또는 제조소매업은 패스트 푸드처럼 빨리 음식이 나와 먹을 수 있듯 최신 유행을 채용하면서 저가에 의류를 단기에 세계적으로 대량 생산 · 판매하는 패션 상표 및 그 업종을 말한다. 대표적인 상표로는 갭, 자라, H&M, 포에버21 등이 있고, 이들 업종을 의류 소매업(apparel retail)이라고도 한다. 하지만 이같은 패션은 의류를 버리는 일이 많기 때문에 환경 문제로 비판 받고 있기도 하다.
이에 패스트 패션 브랜드들은 친환경 전략을 고민하게 됐다. H&M는 재활용 기술을 갖고 있거나 버섯 뿌리, 조류(algae)와 같은 독특한 재료로 의류를 생산하는 스타트 업에 투자하기 시작하였다. 2015년 이후 3년간 120만 불(총 130억원)가 투입됐다. H&M은 이를 통해 2035년까지 생산하는 의류 중 35%를 재활용 가능한 소재로 만들겠다는 목표를 발표하기도 하였다.

## 상표
- 에잇세컨즈
- 스파오
- 탑텐
- 후아유
- 갭
- 미쏘
- H&M
- 자라
- 포에버 21
- 유니클로
- 망고
- 풀앤베어

## 같이 보기
- 행동당 비용